# Nicola Mingo
Nicola Mingo (Napoli, 13 settembre 1963) è un chitarrista jazz italiano.

## Biografia
Nicolò Mingo detto Nicola, figlio di padre siciliano e madre napoletana, inizia a suonare la chitarra a soli 6 anni. 
Studia armonia jazzistica e contemporaneamente chitarra classica con maestri del Conservatorio di San Pietro a Majella dove si diploma nel 1985. 
Perfeziona il suo talento attraverso stage e seminari con i più importanti chitarristi jazz a livello mondiale, e frequentando i corsi della Berklee.

## Carriera
Inizia la sua carriera discografica in qualità di leader nel 1994 producendo “Walking” (Pentaflowers), presentandolo all'Umbria Jazz '94.
Due anni dopo, incide il suo secondo lavoro discografico “Modern Age” per la stessa casa discografica, presentandolo al Festival Jazz di Iseo '96.
L'anno successivo è inserito nell'album “Blues for Bud” (CDpM Lion), che raccoglie il meglio del panorama jazz italiano.
Nel 2001 pubblica “Talkin' Jazz” (Red Records), tributo ai musicisti che hanno reso grande la storia del jazz, ponendo l'accento sul lavoro dei chitarristi. Nello stesso anno collabora con Francesco Cafiso nell'album "Very Early!"
Nel 2004, esce il suo quarto lavoro “Guitar Power” edito da (Philology).
Nel 2007 è il momento di “Parker's Dream” (Rai Trade), tributo con la sola chitarra ad un grande del jazz mondiale: il sassofonista Charlie Parker. Nello stesso anno l'artista napoletano collabora in progetto didattico, il dvd “Suonare nello stile di Wes Montgomery”.
Nel 2009 è inserito nella compilation "Guitares Jazz" edita dalla casa discografica francese Wagram Music, con il brano "Blues For Grant Green".
Nel 2011 con “We Remember Clifford” il chitarrista approda all'Universal Music, omaggiando Clifford Brown, trombettista jazz statunitense.
Partecipa all'Umbria Jazz '11, ed è inserito nell'album “Inno all'Italia”, nel quale tutti gli artisti, con il proprio strumento, suonano l'Inno di Mameli. L'anno successivo è inserito nella raccolta “The Italian Jazz Job” edito dall'Universal Music con il brano "Narona" e contribuisce come guest al lavoro di Fabiola Trivella, “Soprano in jazz”(Rai Eri).
Il 13 maggio 2014 esce il suo settimo CD “Swinging” (Universal Music).
Attualmente è al suo ottavo lavoro discografico, "Blues Travel" (AlfaMusic 2019), un viaggio musicale nel blue note sound tipico del jazz anni Sessanta. Il CD è inoltre presente su Spotify e sulle maggiori piattaforme streaming.

## Stile
Fra i dieci migliori chitarristi jazz italiani nel referendum "Jazzit Award" dei lettori della rivista "Jazzit" e 
considerato uno dei maggiori esponenti europei della chitarra modern mainstream jazz, egli trae spunto per il suo stile dai creatori del Bebop Charlie Parker e Dizzy Gillespie, espresso sotto il linguaggio chitarristico di Wes Montgomery: big sound, attacco deciso, direzione, fluidità d'esecuzione e naturalezza di espressione nella costruzione del discorso improvvisativo.

## Discografia
- Walking (1994)
- Modern Age (1996)
- Talkin' Jazz (2001)
- Guitar Power (2004)
- Parker's Dream (2007)
- We Remember Clifford (2011)
- Swinging (2014)
- Blues Travel (2019)